# Plaza Çerçiz Topulli
La plaza Çerçiz Topulli (en albanés: Sheshi „Çerçiz Topulli“) es una plaza situada en Gjirokastra, Albania. De hecho, en realidad es una calle ensanchada (Rruga Gjin Zenebisi, Calle Gjin Zenebisi) ubicada al este de la entrada del Qafa e Pazarit (Paso del Bazar) puesto que el bazar antiguo de la ciudad comienza en la esquina superior (oeste) de la plaza.
La plaza lleva el nombre de Çerçiz Topulli, héroe albanés nacido en Gjirokastra. Dentro de la plaza se encuentra un monumento dedicado a él también. Fue erigido en 1934 por Odhise Paskali, un escultor albanés. En el monumento hay un agujero de bala infligido por un soldado italiano durante la ocupación de Albania que se produjo en la Segunda Guerra Mundial.